# True Detective
True Detective é uma série de televisão estadunidense criada para o canal HBO, tendo sua primeira temporada dirigida por Cary Joji Fukunaga. A primeira temporada estrelou atores como Matthew McConaughey, Woody Harrelson, Michelle Monaghan, Michael Potts e Tory Kittles, e utiliza múltiplas linhas do tempo para traçar através de 17 anos a busca de dois detetives por um assassino em série em Louisiana. Sua primeira temporada estreou em 12 de janeiro de 2014, possuindo oito episódios, terminando no dia 9 de março de 2014. Sua segunda estreou em 2015 possuindo o mesmo formato de 8 episódios. A terceira temporada estreou em 13 de janeiro de 2019 e se encerrou em 24 de fevereiro de 2019, seguindo o mesmo padrão de 8 capítulos e contando com o ator Mahershala Ali como protagonista da temporada.

## Desenvolvimento e produção
Em abril de 2012, o canal HBO selecionou a série com uma ordem de oito episódios. A série foi criada por Nic Pizzolatto, que escreveu todos os episódios, enquanto toda a primeira temporada foi dirigida por Cary Joji Fukunaga; ambos também são os produtores executivos. O título da série é uma referência as histórias policiais, particularmente a uma revista pulp do século 20, chamada "True Detective".

### Formato
A série foi lançada com um formato de antologia, sendo que cada temporada possuirá uma nova história e elenco diferente.

## 1ª Temporada

### Sinopse
A primeira temporada conta a história de como a vida de dois detetives, Rust Cohle (Matthew McConaughey) e Martin Hart (Woody Harrelson), colidem e se entrelaçam durante uma caçada de 17 anos por um serial killer em Louisiana. A investigação de um assassinato bizarro em 1995 leva à reabertura do caso em 2012.

### Episódios
| #   | Episódio                    | Direção            | Roteiro        | Exibição (EUA)        |
| --- | --------------------------- | ------------------ | -------------- | --------------------- |
| 1.1 | The Long Bright Dark        | Cary Joji Fukunaga | Nic Pizzolatto | 12 de Janeiro, 2014   |
| 1.2 | Seeing Things               | Cary Joji Fukunaga | Nic Pizzolatto | 19 de Janeiro, 2014   |
| 1.3 | The Locked Room             | Cary Joji Fukunaga | Nic Pizzolatto | 26 de Janeiro, 2014   |
| 1.4 | Who Goes There              | Cary Joji Fukunaga | Nic Pizzolatto | 9 de Fevereiro, 2014  |
| 1.5 | The Secret Fate of All Life | Cary Joji Fukunaga | Nic Pizzolatto | 16 de Fevereiro, 2014 |
| 1.6 | Haunted Houses              | Cary Joji Fukunaga | Nic Pizzolatto | 23 de Fevereiro, 2014 |
| 1.7 | After You've Gone           | Cary Joji Fukunaga | Nic Pizzolatto | 2 de Março, 2014      |
| 1.8 | Form and Void               | Cary Joji Fukunaga | Nic Pizzolatto | 9 de Março, 2014      |

### Elenco Principal
- Matthew McConaughey como o enigmático Detetive Rustin Spencer "Rust" Cohle
- Woody Harrelson como Detetive Martin Eric "Marty" Hart
- Michelle Monaghan como Maggie Hart
- Michael Potts como Detetive Maynard Gilbough
- Tory Kittles como Detetive Thomas Papania

### Recepção
Em sua primeira temporada, True Detective teve aclamação por parte da crítica especializada. Com base de 41 avaliações profissionais, alcançou uma pontuação de 87% no Metacritic.

## 2ª Temporada

### Sinopse
A 2ª temporada conta a história de três policiais e um criminoso, eles precisam lidar com uma rede de conspiração em torno de um assassinato. Ray Velcoro (Colin Farrell), um detetive comprometido cuja lealdade está dividida entre seus chefes em um departamento de polícia corrupto e a máfia da qual ele recebe dinheiro. Frank Semyon (Vince Vaughn), um criminoso que corre o risco de perder todo império quando sua intenção de começar um novo e legítimo negócio é abalada pelo assassinato de seu sócio.

### Episódios
| #   | Episódios                    | Direção          | Roteiro        | Exibição (EUA)    |
| --- | ---------------------------- | ---------------- | -------------- | ----------------- |
| 2.1 | The Western Book of the Dead | Justin Lin       | Nic Pizzolatto | 21 de Junho, 2015 |
| 2.2 | Night Finds You              | Justin Lin       | Nic Pizzolatto | 28 de Junho, 2015 |
| 2.3 | Maybe Tomorrow               | Janus Metz       | Nic Pizzolatto | 5 de Julho, 2015  |
| 2.4 | Down Will Come               | Jeremy Podeswa   | Nic Pizzolatto | 12 de Junho, 2015 |
| 2.5 | Other Lives                  | John Crowley     | Nic Pizzolatto | 19 de Junho, 2015 |
| 2.6 | Church in Ruins              | Miguel Sapochnik | Nic Pizzolatto | 26 de Junho, 2015 |
| 2.7 | Black Maps and Motel Rooms   | Daniel Attias    | Nic Pizzolatto | 2 de Agosto, 2015 |
| 2.8 | Omega Station                | John Crowley     | Nic Pizzolatto | 9 de Agosto, 2015 |

## 3ª Temporada

### Sinopse
A história se passa no Ozarks em três períodos separados. Em 1980, os detetives parceiros Wayne Hays (Mahershala Ali) e Roland West (Stephen Dorff) investigam um crime macabro envolvendo duas crianças desaparecidas. Em 1990, Hays e West são intimados após uma grande ruptura no caso. Em 2015, um aposentado Hays é convidado por um verdadeiro produtor de documentário criminal a olhar para o caso não resolvido.

### Episódios
| #   | Episódios                       | Direção         | Roteiro        | Exibição (EUA)        |
| --- | ------------------------------- | --------------- | -------------- | --------------------- |
| 3.1 | The Great War and Modern Memory | Jeremy Saulnier | Nic Pizzolatto | 13 de Janeiro, 2019   |
| 3.2 | Kiss Tomorrow Goodbye           | Jeremy Saulnier | Nic Pizzolatto | 13 de Janeiro, 2019   |
| 3.3 | The Big Never                   | Daniel Sackheim | Nic Pizzolatto | 20 de Janeiro, 2019   |
| 3.4 | The Hour and the Day            | Nic Pizzolatto  | Nic Pizzolatto | 27 de Janeiro, 2019   |
| 3.5 | If You Have Ghosts              | Nic Pizzolatto  | Nic Pizzolatto | 3 de Fevereiro, 2019  |
| 3.6 | Hunters in the Dark             | Daniel Sackheim | Nic Pizzolatto | 10 de Fevereiro, 2019 |
| 3.7 | The Final Country               | Daniel Sackheim | Nic Pizzolatto | 17 de Fevereiro, 2019 |
| 3.8 | Now Am Found                    | Daniel Sackheim | Nic Pizzolatto | 24 de Fevereiro, 2019 |

## 4ª Temporada

### Sinopse
A temporada, com o subtítulo Night Country, se passa no Alasca e segue as detetives Liz Danvers (Jodie Foster) e Evangeline Navarro (Kali Reis) enquanto investigam o desaparecimento de oito homens de uma estação de pesquisa. 

### Episódios
| #   | Episódios | Direção    | Roteiro                                                           | Exibição (EUA)          |
| --- | --------- | ---------- | ----------------------------------------------------------------- | ----------------------- |
| 4.1 | Part 1    | Issa López | Issa López                                                        | 14 de Janeiro de 2024   |
| 4.2 | Part 2    | Issa López | Issa López                                                        | 21 de Janeiro de 2024   |
| 4.3 | Part 3    | Issa López | História de Issa López Escrito por Issa López e Alan Page Arriaga | 28 de Janeiro de 2024   |
| 4.4 | Part 4    | Issa López | Namsi Khan, Chris Mundy e Issa López                              | 4 de Fevereiro de 2024  |
| 4.5 | Part 5    | Issa López | Katrina Albright & Wenonah Wilms, Chris Mundy & Issa López        | 11 de Fevereiro de 2024 |
| 4.6 | Part 6    | Issa López | Issa López                                                        | 18 de Fevereiro de 2024 |